# Firozpur
Firozpur est une ville de l'Inde, dans l'État du Pendjab, sur les rives du Sutlej.
Elle est le chef-lieu du district de Firozpur.
Elle est fondée au XIVe siècle par le sultan Fîrûz Shâh Tughlûq, qui est sultan de Delhi de 1351 à 1387. Le nom Firozpur viendrait du nom de son fondateur, Fîrûz Shah, ou du nom de Feroze Khan, chef Bhatti au XVIe siècle.
Firozpur est actuellement un centre administratif et un nœud de communications, ayant aussi conservé sa partie ancienne. Ville à la frontière entre l'Inde et le Pakistan, plusieurs de ses monuments commémorent les combattants pour l'indépendance de l'Inde.

## Personnalités liées
- Bano Qudsia (1928-2017), née à Firozpur, romancière et dramaturge pakistanaise.

## Sources
- (en) Cet article est partiellement ou en totalité issu de l’article de Wikipédia en anglais intitulé « Firozpur » (voir la liste des auteurs).